# Edward F. Arn
Edward Ferdinand Arn (* 19. Mai 1906 in Kansas City, Kansas; † 22. Januar 1998 in Wichita, Kansas) war ein US-amerikanischer Jurist und Politiker und von 1951 bis 1955 der 32. Gouverneur des Bundesstaates Kansas.

## Frühe Jahre und politischer Aufstieg
Edward Arn besuchte das Kansas City Junior College, die University of Kansas und die Kansas City School of Law, an der er Jura studierte. Nach einer Anstellung bei der Autobahnerwaltungsbehörde von Kansas begann er in Wichita eine juristische Karriere als Rechtsanwalt. Im Jahr 1943 trat er in die US-Marine ein und war während des Zweiten Weltkrieges als Offizier auf einem Flugzeugträger eingesetzt. Schon in seiner Schulzeit interessierte sich Arn für Politik. Er wurde sehr schnell zum Bezirksvorsitzenden der Republikanischen Partei im Wyandotte County. Zwischen 1947 und 1949 war Arn Justizminister von Kansas (Attorney General). Danach war er bis 1950 Richter am Kansas Supreme Court, ehe er 1950 für seine Partei zum neuen Gouverneur von Kansas gewählt wurde.

## Gouverneur von Kansas
Arns Amtszeit als Gouverneur begann am 8. Januar 1951 und endete, nach einer Wiederwahl im Jahr 1952, am 10. Januar 1955. In diesen vier Jahren wurde in Kansas eine eigenständige Autobahnmeisterei (Turnpike Authority) gegründet. Ebenfalls neu gegründet wurde ein Bürgerausschuss (Citizen’s Commission), ein Getreideausschuss (Grain Commission), ein Verwaltungsministerium (Department of Administration) und ein Veteranenausschuss. Die soziale Gesetzgebung wurde verbessert und das Wohlfahrtsministerium neu organisiert. Im Jahr 1951 kam es außerdem zu verheerenden Überschwemmungen im Land, mit denen sich die Regierung des Gouverneurs auseinandersetzen musste.

## Weiterer Lebensweg
Nach Ablauf seiner Amtszeit zog sich Arn nach Wichita zurück, wo er wieder als Anwalt praktizierte. 1962 kandidierte er erfolglos für einen Sitz im US-Senat. Im Jahr 1973 war er Vorsitzender einer juristischen Beraterkommission (Judical Study Advisory Commission). Edward Arn starb im Jahr 1998 im Alter von 91 Jahren. Er wurde in Wichita beigesetzt. Der Ex-Gouverneur war zweimal verheiratet und hatte insgesamt zwei Kinder.